# Желязната дама
Желязната дама (на испански: Soy tu dueña) е мексиканска теленовела от 2010 г., продуцирана от Никандро Диас Гонсалес за Телевиса. Адаптация е на венецуелската теленовела La doña от 1972 г., създадена от Инес Родена, и на мексиканската теленовела Господарката от 1995 г., чийто сценарий е написан от Мария дел Кармен Пеня, базирана върху сюжета на Господарката.
В главните роли са Лусеро и Фернандо Колунга, а в отрицателните – Габриела Спаник и Серхио Гойри. Специално участие вземат първите актьори Силвия Пинал, Ана Мартин, Жаклин Андере и Хулио Алеман.

## Сюжет
Внимание:  Текстът по-долу разкрива сюжета на произведението (или части от него)!
Валентина Виялба е красива и богата жена с добра кариера и годеник, който много обича и скоро и предстои сватба. Живее в голямо имение в столицата Мексико оставено от нейните родители заедно с голямо парично наследство, заедно с леля си Исабел, бавачката Бенита и братовчедка си Ивана, която и завижда за всичко. Валентина е лудо влюбена в своя годеник Алонсо и вярва, че той е нейният избраник, с който иска да прекара цял живот. Съвсем скоро обаче тя ще разбере, че щастието не трае вечно и че нейният годеник не е напълно искрен към нея.
Алонсо има интерес към Валентина най-вече заради нейните пари, а освен това е любовник и на нейната братовчедка. Двамата са измислили коварен план, за да се доберат до парите на Валентина след сватбата им, но нещата в един момент се объркват и Алонсо бяга в деня на сватбата му с Валентина. Това е и ключовият моментът, в който Валентина се променя завинаги, защото нежното, мило и добро момиче се превръща в деспотична, авторитарна и студена жена, изпълнена с огорчение и омраза дори към най-близките си.
След провала на сватбата си с Алонсо, Валентина заминава за имението си извън града, където се запознава с Хосе Мигел. Скоро всички успяват да намразват Валентина, защото нейният управител Росендо е садистичен мъж, който плаши и наранява хората, като твърди, че изпълнява заповедите на Валентина. Първоначално Хосе Мигел и Валентина не са в добри отношения най-вече заради нейният характер, заради който е получила и прякора „Пепелянката“, но не след дълго двамата започват да се влюбват един в друг и така Валентина възвръща първоначалния си харакер и държане на мила жена изпълнена с любов и нежност към всички. В течение на времето любовта им преминава през различни премеждия, но благодарение на силната връзка помежду им и голямата им любов един към друг успяват да се справят с проблемите.

## Актьори
Част от актьорския състав:
- Лусеро – Валентина Виялба Ранхел
- Фернандо Колунга – Хосе Мигел Монтесинос
- Габриела Спаник – Ивана Дорантес Ранхел
- Давид Сепеда – Алонсо Пенялверт
- Силвия Пинал – Исабел Ранхел
- Серхио Гойри – Росендо Гавилан
- Жаклин Андере – Леонор Монтесинос
- Фабиан Роблес – Фелипе Сантибанес
- Кристина Обрегон – Сандра Макотела
- Едуардо Капетийо – Орасио Акоста
- Марисол дел Олмо – Габриела Ислас
- Ерик дел Кастийо – Федерико Монтесинос
- Карлос Брачо – Отец Хустино Саманиего
- Ана Мартин – Бенита Гаридо
- Ана Берта Еспин – Енрикета Бермудес де Макотела
- Хосе Карлос Руис – Сабино Меркадо
- Клаудио Баес – Оскар Ампудия
- Фатима Торе – Илуминада Камарго
- Росана Сан Хуан – Крисанта Камарго
- Марисол Сантакрус – Сесилия Ранхел
- Емое де ла Пара – Нарда де Ампудия

## Премиера
Премиерата на Желязната дама е на 19 април 2010 г. по Canal de las Estrellas. Последният 146. епизод е излъчен на 7 ноември 2010 г.

## Екип
- Оригинална история – Инес Родена
- Либрето – Кари Фахер
- Ко-адаптация – Алехандро Ориве, Херардо Луна (базирани на адаптацията от Мария дел Кармен Пеня)
- Литературна редакция – Росарио Велисия
- Литературен консултант – Оливия Рейес
- Сценография – Рикардо Наварете, Алфредо Лоренсо
- Декор – Мануел Домингес
- Дизайн на костюми – Ана Луиса Миранда, Лорена Пиментел
- Музикална тема – Golondrinas Viajeras
- Изпълнители – Йоан Себастиан и Лусеро
- Автор – Йоан Себастиан
- Музикално оформление – Мигел Мендоса, Даниел Торес
- Редактори – Сусана Валенсия, Маурисио Коронел
- Асистент-редактор – Йома Кармона
- Мениджъри продукция – Амандо Капил Хименес, Сокоро Лемус
- Директор продукция – Валентин Родригес
- Координатори продукция – Каролина Гаястеги, Едит Молина
- Асистент-продуценти – Марта Ребело, Естела Гонсалес, Алина Бермудес, Сусана Васкес
- Арт режисьор – Флоренсио Савала
- Асистент-оператори – Марко Отеро, Рубен Фрутос
- Асистент-режисьори – Олга Родригес, Игнасио Валдес Тери
- Продуценти – Игнасио Сада Мадеро, Хуан Антонио Арвису
- Оператор 3-то звено – Лино Адриан Гама Ескинка
- Режисьор на сцена в локация – Рикардо де ла Пара
- Оператори – Алехандро Фрутос Маса, Габриел Васкес Булман
- Режисьор – Салвадор Гарсини
- Изпълнителен продуцент – Никандро Диас Гонсалес

## В България
Сериалът стартира в България в ефира на bTV Lady от 24 септември 2012 г. до 9 април 2013 г.
| Озвучаващи артисти   | Ева Демирева Вера Методиева Васил Бинев Добрин Стоянов Мариана Лечева   |
| Преводачи            | София Стоянова Румяна Попова                                            |
| Тонрежисьор          | Надежда Иванова Павел Цонев Иван Малинков Наталия Василева Хачо Манукян |
| Режисьори на дублажа | Чавдар Монов Михаела Минева                                             |

| Име                           | Телевизия | Време на излъчване    | Повторение          | Премиера             | Финал            |
| ----------------------------- | --------- | --------------------- | ------------------- | -------------------- | ---------------- |
| „Желязната дама“              | bTV Lady  | Всеки делник: 19:00   | Всеки делник: 00:00 | 24 септември 2012 г. | 9 април 2013 г.  |
| „Желязната дама“ (повторение) | bTV Lady  | Уикенд: 08:00 х 4 еп. | Уикенд: 00:00       | 22 декември 2013 г.  | 26 април 2014 г. |